# Seznam jezer v Evropě
Seznam evropských jezer.

## Podle zemí

### Mezinárodní jezera
- Bodamské jezero (Německo, Rakousko, Švýcarsko)
- Čudsko-pskovské jezero (Estonsko, Rusko)
- Dojranské jezero (Severní Makedonie, Řecko)
- Drysvjaty (Bělorusko, Litva)
- Kahul (Moldavsko, Ukrajina)
- Luganské jezero (Itálie, Švýcarsko)
- Lago Maggiore (Itálie, Švýcarsko)
- Malé Prespanské jezero (Albánie, Řecko)
- Neziderské jezero (Maďarsko, Rakousko)
- Ohridské jezero (Albánie, Severní Makedonie)
- Prespanské jezero (Albánie, Severní Makedonie, Řecko)
- Pyhäjärvi (Finsko, Rusko)
- Skadarské jezero (Albánie, Černá Hora)
- Vyštytis (Litva, Rusko)
- Upper Lough Erne (Irsko, Spojené království)
- Ženevské jezero (Francie, Švýcarsko)

### Chorvatsko
- Plitvická jezera

### Maďarsko
- Balaton
- Hévíz
- Tisza-tó
- Velence

### Nizozemsko
- IJsselmeer
- Markermeer
- Randmeren
  - Eemmeer
  - Ketemeer
  - Gooimeer
- Grevelingenmeer
- Lauwersmeer
- Naardermeer
- Slotermeer
- Veluwemeer

### Slovinsko
- Bledské jezero
- Bohinjské jezero
- Cerknišské jezero
- Divé jezero
- Šmartinské jezero
- Triglavská jezera
- Krnské jezero
- Velenjské jezero

### Spojené království
- Seznam britských a severoirských jezer
  - Seznam skotských jezer

## Podle pohoří
- Tatranská plesa

### Seznamy jezer ostatních kontinentů
Afrika, Antarktida, Asie, Austrálie a Oceánie, Jižní Amerika, Severní Amerika